# Strzeżenice
Strzeżenice [stʂɛʐɛˈnit͡sɛ] (tiếng Đức: Gross Streitz) là một ngôi làng thuộc khu hành chính của Gmina Będzino, thuộc quận Koszalin, West Pomeranian Voivodeship, ở phía tây bắc Ba Lan. Nó nằm khoảng 5 kilômét (3 mi)   phía đông bắc Będzino, 11 km (7 mi) phía tây bắc Koszalin và 133 km (83 mi) về phía đông bắc của thủ đô khu vực Szczecin.

## Cư dân đáng chú ý
- Paul Dahlke (1904-1984), diễn viên người Đức